# Парк короля Михая I
Парк короля Михая I (рум. Parcul Regele Mihai I al României, ранее парк Херэстрэу (рум. Parcul Herăstrău)) — крупный парк на севере Бухареста, расположенный вокруг одноимённого озера, основан в 1936 году. Находится недалеко от площади Шарля де Голля и Триумфальной арки, на улице Бульвар «Король Михай I».

## История
Парк расположен на бывших болотах, окружавших озеро Херэстрэу и осушенных в 1930—1935 годах. В 1936 году парк был открыт на территории, занимающей около 1,1 км², из которых 0,7 км² занимает озеро. Включает две части: одну занимает Деревенский музей, на другой находится публичная рекреационная зона.
Ранее парк назывался Национальный парк, Парк Кароля II, Парк имени И. В. Сталина, Парк Херэстрэу.
Одно время в парке стояла статуя Сталина, снесённая в 1956 году.
19 декабря 2017 парк был переименован в честь последнего короля Румынии Михая I.

## Достопримечательности
- Дворец Елизаветы
- Озеро Херэстрэу
- Музей румынской деревни им. Димитрия Густи[рум.], названный в честь румынского социолога, этнолога и историка Д. Густи (1880—1955). Это музей под открытым небом, в котором расположено 272 строения, сельских ферм и деревенских изб со всех регионов Румынии. Музей занимает более 100 тыс. м²

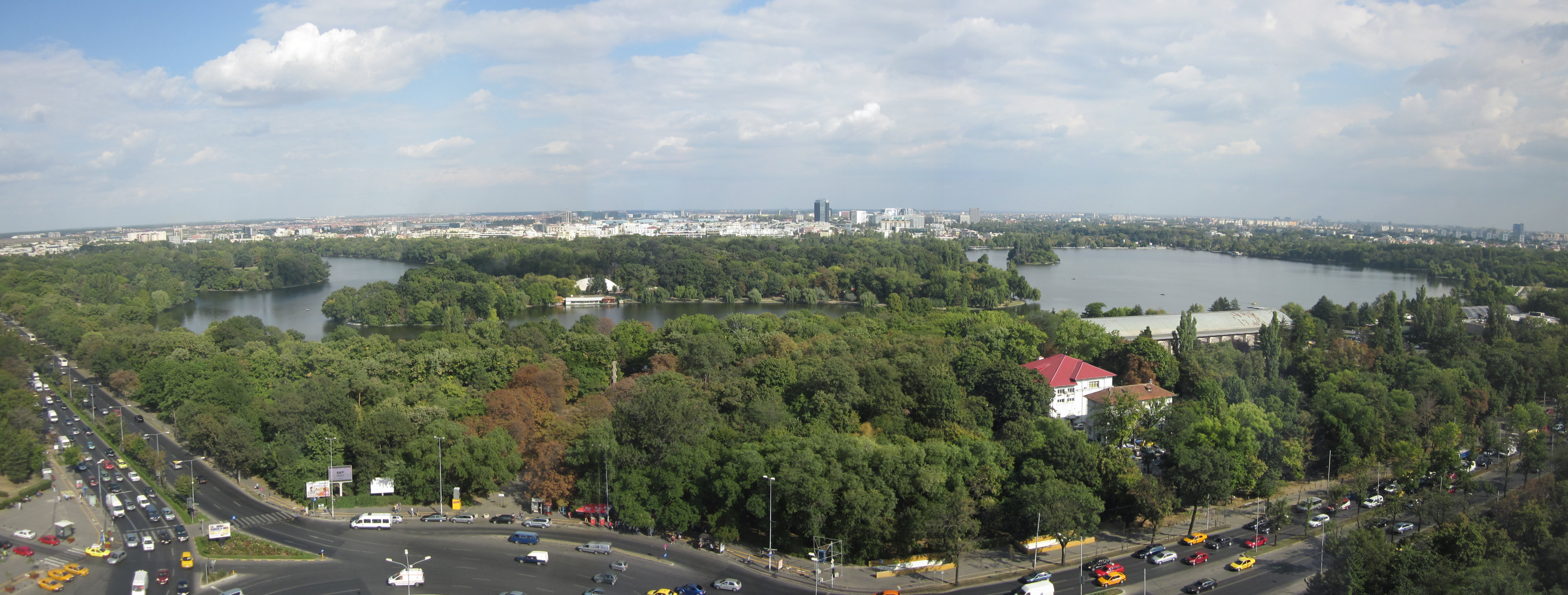
Панорама парка. Вид с юга.

- Рекреационная зона

## Галерея

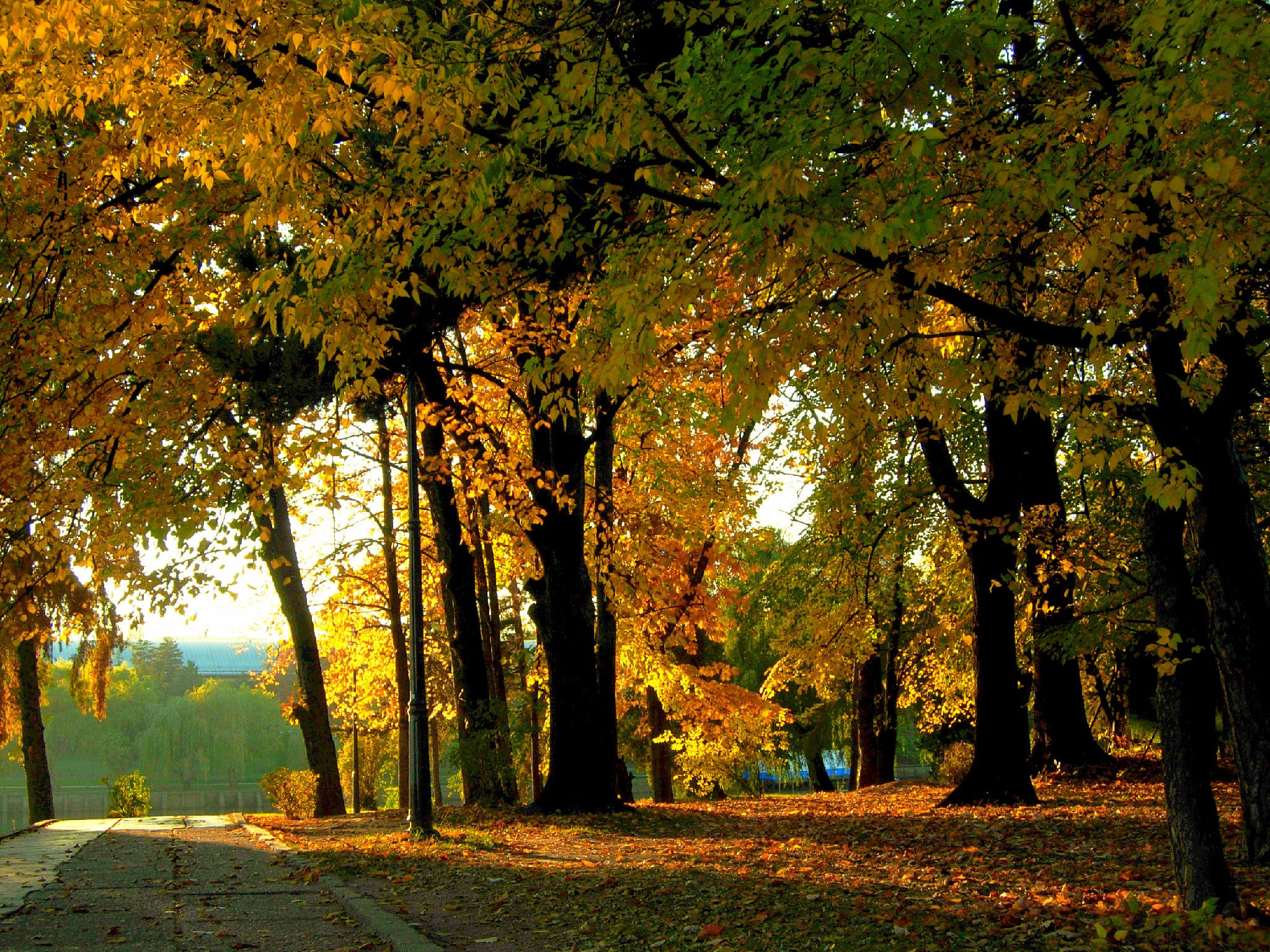
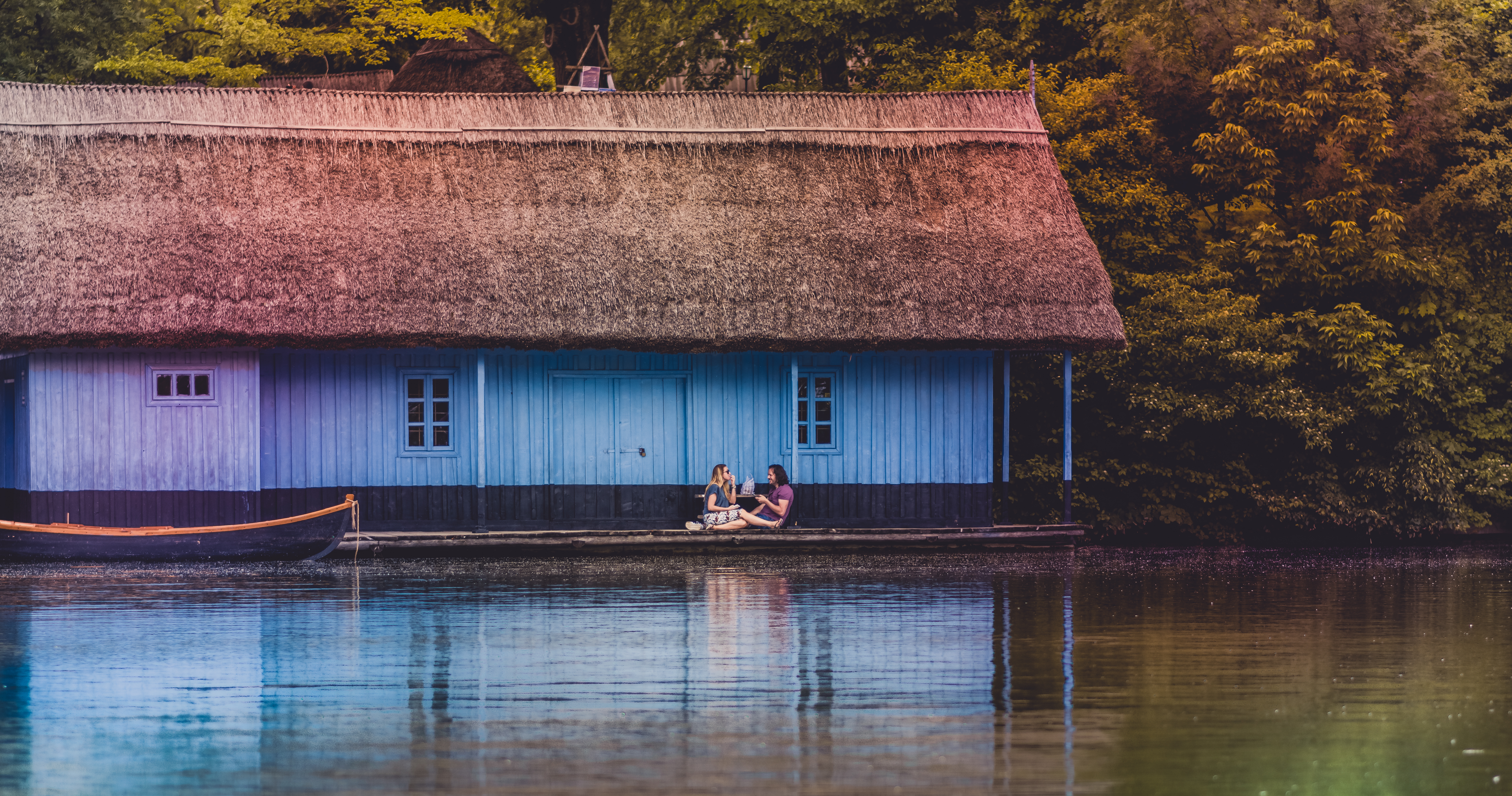
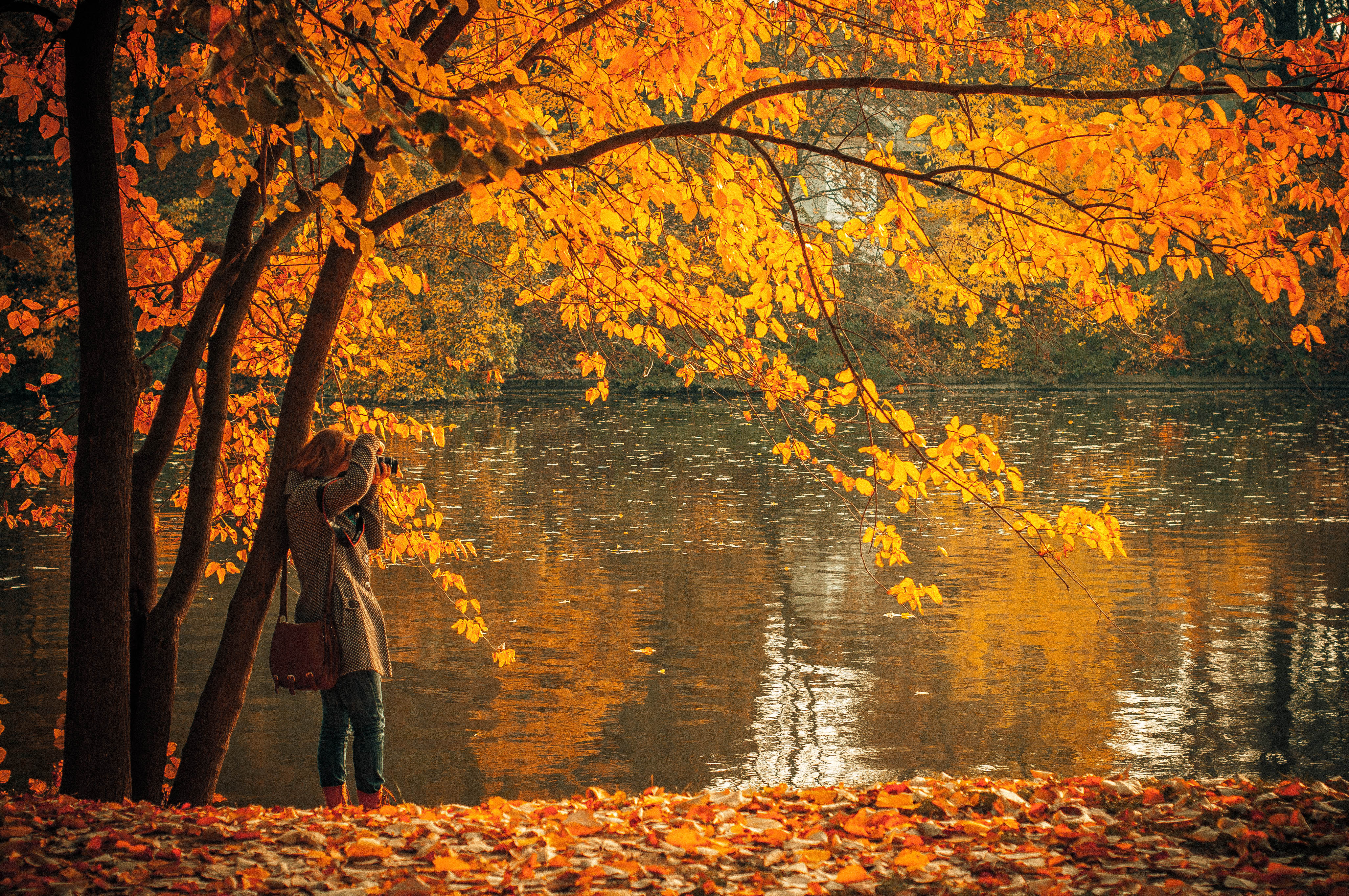

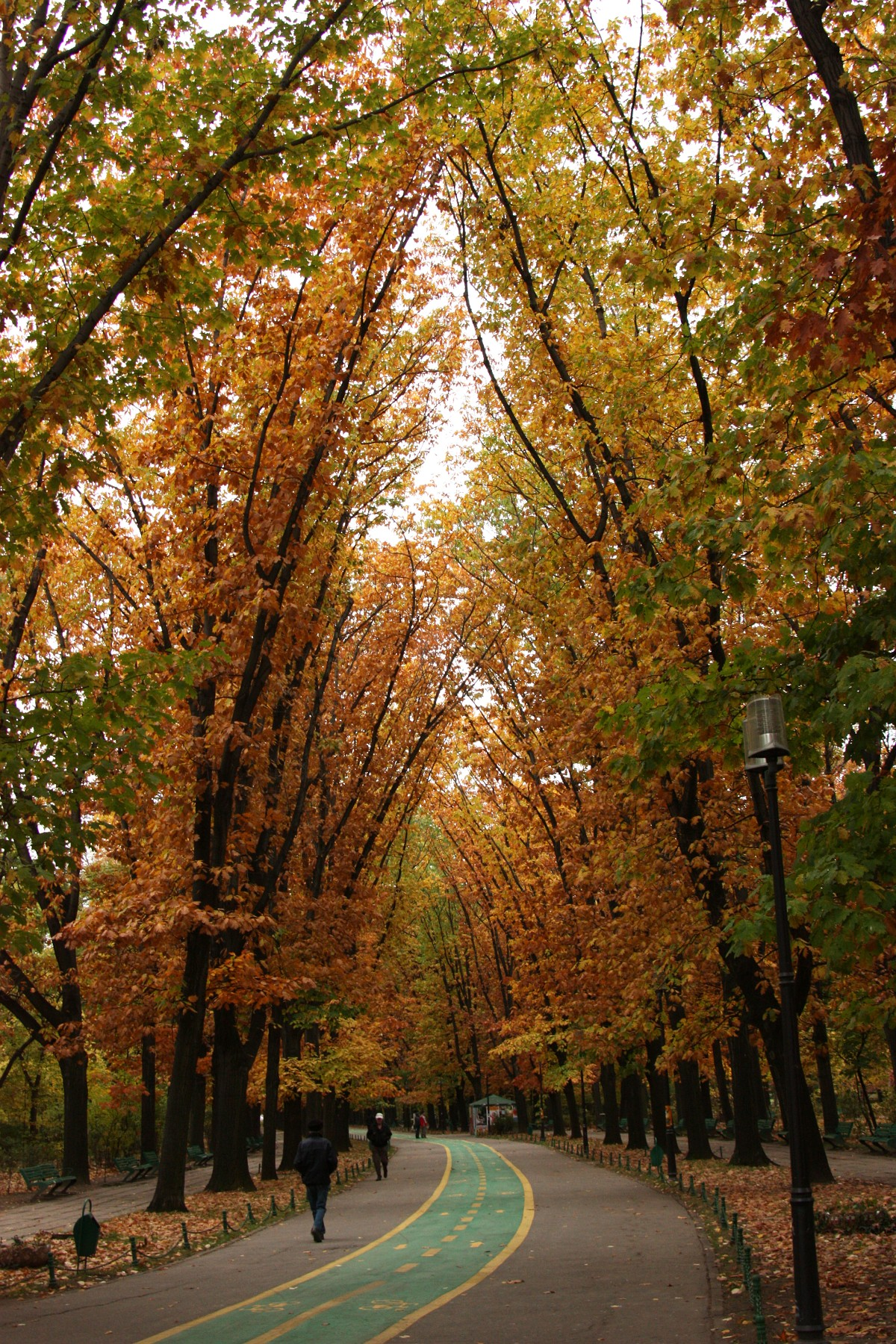
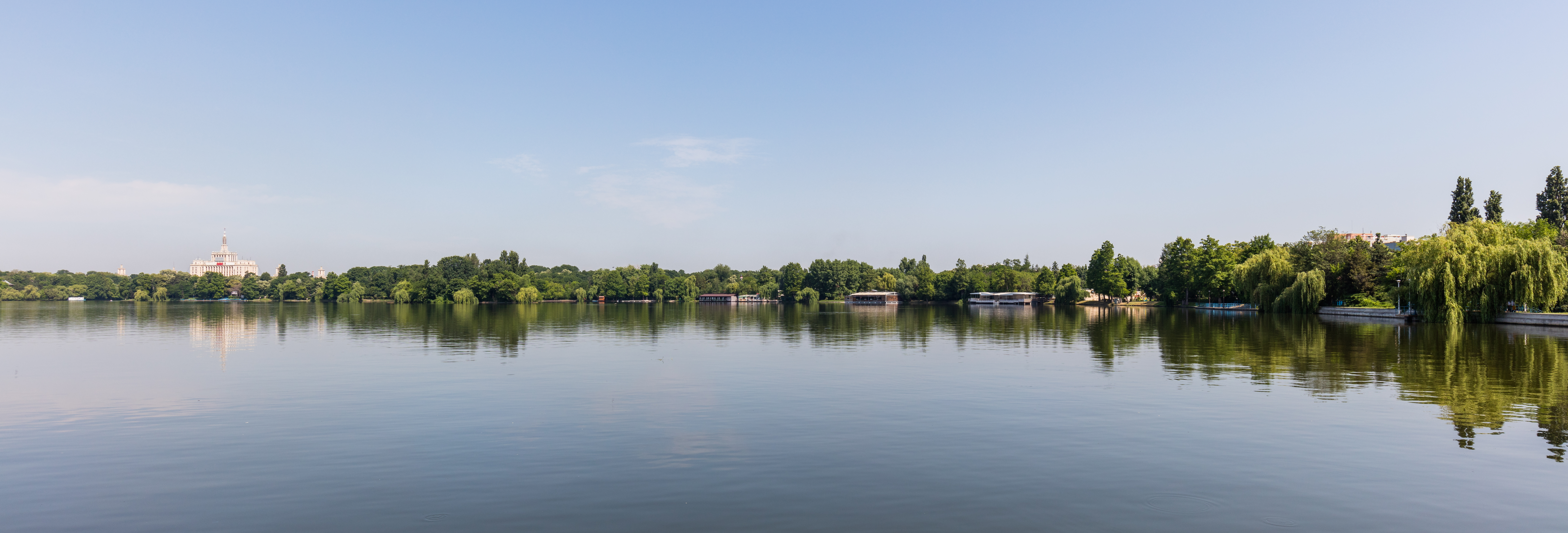
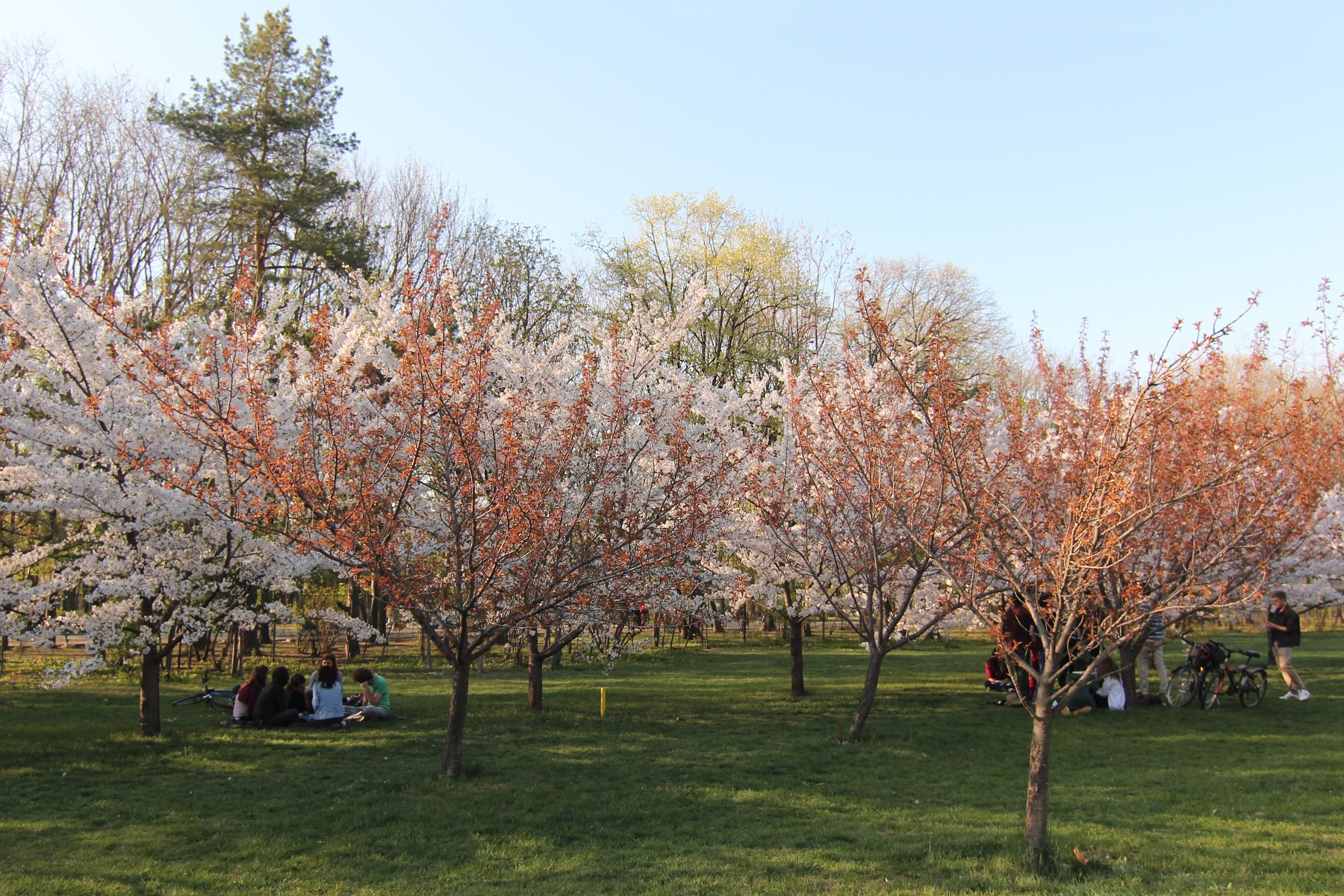